# Deaf Havana
Deaf Havana is een Britse alternatieve rockband uit Hunstanton en King's Lynn in Norfolk. De band werd in 2005 opgericht op de King's Lynn-campus van The College of West Anglia.

## Bezetting
Huidige bezetting
- James Veck-Gilodi (leadzang, ritmegitaar, 2005–heden)
- Lee Wilson (basgitaar, 2005–heden)
- Tom Ogden (drums, percussie, achtergrondzang, 2005–heden)
- Matthew Veck-Gilodi (leadgitaar, achtergrondzang, 2015–heden; ritmegitaar, achtergrondzang, toering 2012, 2013–2015)

Voormalige leden
- Ryan Mellor (schreewzang, 2005–2010)
- Sebastian Spitz (leadgitaar, 2005)
- Chris Pennells (leadgitaar, 2006–2015)
- Max Britton (keyboards, piano, achtergrondzang, akoestische gitaar, percussie, toering 2012, 2013–2018)

## Geschiedenis

### Vroege dagen (2005-2008)
Deaf Havana werd geformeerd toen de oorspronkelijke leden elkaar ontmoetten op de King's Lynn-campus van The College of West Anglia. De wortels van de band zijn echter veel verder terug te voeren met Ryan Mellor, James Veck-Gilodi en Lee Wilson, die allemaal naar de Smithdon High School gingen en samen speelden in verschillende lokale scene-bands. Op de universiteit werden deze leden vergezeld door Tom Ogden en Sebastian Spitz. Deze vroege bezetting zag Veck-Gilodi zingen en Mellor gitaar en vocale taken op zich nemen. De naam Deaf Havana kwam van de voormalige gitarist Sebastian Spitz, maar de naam zelf heeft geen letterlijke betekenis. De band schreef songs en de demo White Lines But No Camera werd in augustus 2006 opgenomen in The Lodge in Northampton. De band toerde met deze bezetting totdat Chris Pennells Spitz verving. Pennells was voorheen lid van de band Something About Dave. Rond dezelfde tijd overhandigde Mellor gitaarpartijen aan Veck-Gilodi en nam de hoofdrol op zich.
Eind 2006 begon de band met het schrijven van nummers voor hun debuut-ep Evangeline. Twee nummers zijn ruwweg opgenomen, getiteld The Smiles Were Forced en Where It Begins, die zijn geüpload naar de Myspace-pagina van de band. De ep werd al snel opgenomen en The Smiles Were Forced werd geschrapt uit de tracklist van de ep. Het artwork is van Josh Brown, die later de song Josh Brown, Don't Talk to Strangers aan hem opgedragen had van de band, wat eigenlijk een vroege demo was voor het nummer They Call It the Easy Life, dat op It's Called the Easy Life stond. For Stories Sake was eerder te horen op de digitale debuut-ep White Lines But No Camera met de lichtelijk gewijzigde titel For the Stories Sake. Tell Me More Georgie Boy is het enige nummer van een eerdere publicatie, dat op Meet Me Halfway, at Mineast staat, en heet nu Another Day in This House.

### Wolf at Your Door Records (2008-2010)

#### It's Called the Easy Life
Vanaf oktober 2007 begon de band aan nieuwe nummers, die uiteindelijk werden uitgebracht op It's Called the Easy Life. Op 21 juni 2008 kondigde de band een deal aan, bestaande uit één ep en twee albums met Wolf at Your Door Records-eigenaar Kevin 'Wolfie' Horak, evenals de opnamedatum voor de debuut-ep It's Called the Easy Life. De ep werd uiteindelijk opgenomen door Jonny Renshaw van Devil Sold His Soul en werd gemixt door Matt O'Grady (You Me at Six, Architects) en uitgebracht in oktober 2008. De ep kreeg lovende kritieken van verschillende muzikale publicaties, waarna de band begon om enige erkenning te krijgen. In januari 2009 voltooide de band een Britse tournee met We Are the Ocean en The Urgency en de publicatie van hun eerste videoclip voor het nummer Oh Howard, You Crack Me Up.

#### Meet Me Halfway, at Least
Op 25 mei 2009 ging de band de studio in om hun debuut studioalbum Meet Me Halfway, at Least op te nemen met producent Matt O'Grady. Het album is op pre-order uitgebracht op 7 september 2009 bij Wolf at Your Door Records en op 5 oktober 2009 op iTunes en in winkels uitgebracht. Van dit album zijn twee singles gehaald. Friends Like These werd uitgebracht met de B-kant Hey Baby, This Is Our Song, op 17 augustus 2009 voor download. Er is ook een video uitgebracht voor deze single. Hun tweede single Nicotine and Alcohol Saved My Life werd op 15 maart 2010 uitgebracht, ook via download. De single bevat een remix van Friends Like These van de band Kenai uit Essex. De videoclip werd voor het eerst vertoond op muziekkanalen en online vanaf 22 februari 2010. Voor het uitbrengen van het album begon Deaf Havana aan de Britse Metal Hammer Introducing Tour, samen met Young Guns en The Casino Brawl. Een week na de laatste datum voor deze tournee speelde Deaf Havana een partyshow met albumpublicatie in de geboorteplaats King's Lynn, met steun van Underline the Sky en All Forgotten.
In 2010 zag men de band op verschillende tournees door het Verenigd Koninkrijk en Europa, waaronder een Britse headliner-minitournee met All Forgotten en Francesqa in maart, een Europese tournee met Emery van maart tot april, evenals een ondersteuningsslot op Emarosa's Britse tournee in mei. Vlak voor de minitoer met All Forgotten kondigde de band aan, dat Mellor vanwege persoonlijke omstandigheden niet met hen zou beginnen, waarbij Max d'Albiac van Brides hem zou vervangen. Mellor verliet de band op 10 mei 2010, vanwege dezelfde persoonlijke problemen die hem ertoe brachten de tournees van 2010 stop te zetten. Deaf Havana besloot door te gaan als een viertal en er werd geen vervanging voor Mellor gezocht.

### BMG (2011–2014)

#### Fools and Worthless Liars
Fools and Worthless Liars werd opnieuw geproduceerd en ontwikkeld door Matt O'Grady in zijn thuisstudio's in Woking, Surrey en gemixt door John Mitchell. De single-, video- en radio-bewerkingen van Hunstanton Pier en Little White Lies werden gemixt door Matt O'Grady, waarbij de laatste de helft van de vocale opnamen had van een demoversie van het nummer, ter vervanging van de vocale opnamen van het album, aangezien zowel O'Grady als Veck-Gilodi het ermee eens waren dat ze beter geschikt waren voor het nummer.
De band begon aan de opvolger van Meet Me Halfway uit 2009, ten minste begin 2010. Ze brachten het nieuwe demo-nummer My Life Is Average uit op Myspace en Facebook. Op 29 en 30 mei 2010 speelde Deaf Havana op de Kerrang! Introducing Stage op het Slam Dunk Festival van respectievelijk University of Hertfordshire, Hatfield en University of Leeds. Bij deze shows opende de band met een titelloos nieuw nummer. Op 13 augustus 2010 heeft de band het nieuwe demo-nummer Home Sweet Home uitgebracht via hun Facebook-pagina. De band ondersteunde You Me at Six, samen met Kids in Glass Houses en The Blackout voor een Halloween-special in The Regal in Oxford. De band speelde de twee nieuwe nummers Pop en I Will Try tijdens hun headline-tournee in het Verenigde Koninkrijk en kondigde ook aan dat ze hadden opgenomen voor hun nieuwe album, maar geen idee hadden wanneer het uitkomt, hoewel een publicatie in 2011 waarschijnlijk zou zijn.
Op de show van de band op 17 december 2010 in de Liverpoolse Masque Loft werd een nieuw nummer gespeeld, voorlopig genaamd Down Syndrome Pigs. Ze speelden ook drie nummers in de Maida Vale Studios, waarvan er twee Pop en I Will Try waren. Live-video's van veel van deze nieuwe nummers, waaronder Vines en Youth in Retrospect, verschenen op verschillende mediasites. Eerder uitgebracht materiaal zoals The World or Nothing, I'm A Bore, Mostly, Home, Sweet Home, My Life is Average en Smiles All Around werden ook live opgenomen door fans, hoewel de laatste drie niet voorkwamen op Fools en Worthless Liars. De band bevestigde via Twitter op 19 februari 2011 dat de opname van hun tweede volledige album aan de gang was en dat het album werd opgenomen met producent/technicus Matt O'Grady (You Me at Six, Fastlane) in Woking, Surrey. De opname werd eind zomer 2011 voltooid.
Op 20 mei 2011 bracht de band het eerste nummer The World or Nothing uit van hun titelloze tweede album. Het nummer is niet als single uitgebracht, maar het nummer wordt vergezeld door een video, gemaakt van beelden gemaakt op het Hit The Deck Festival, geregisseerd door Jon Stone. De eerste single van het album werd op 30 augustus 2011 bevestigd als I'm A Bore, Mostly. Het werd op BBC Radio 1 gespeeld door Zane Lowe en de week daarop door Sara Cox. De titel van het album Fools and Worthless Liars werd op 23 september 2011 bekend gemaakt. Deaf Havana bracht ook een videoclip uit voor de single op 11 oktober 2011, die op de dag van uitgave meer dan 20.000 werken opleverde. Ze steunden toen de Britse collega-rockers You Me at Six die maand op tournee. Fools and Worthless Liars werd uitgebracht op 7 november 2011, samenvallend met de publicatie-optredens van London Barfly en Norwich Arts Centre. Het album piekte op #1 in de Britse Rock Album Chart. Eind november en begin december 2011 toerde de band door Europa als directe steun aan Skindred, voordat ze terugkeerde naar het Verenigd Koninkrijk om Architects te ondersteunen tijdens hun tournee tot en met half december. De band speelde hun eigen Britse headline-tournee tot en met april 2012, met steun van The Swellers en The Dangerous Summer. In november 2012 voerden ze nog een headline-tournee uit, met steun van Canterbury en There For Tomorrow.
De band nam opnieuw een alternatieve versie van Fools and Worthless Liars op, die op 22 oktober 2012 werd uitgebracht. Het album Fools and Worthless Liars Deluxe Edition bereikte #51 in de Britse Albums Chart (bereikte #28 halverwege de week). Zanger James-Veck Gilodi sprak zijn mening uit over zijn persoonlijke invloeden in de Fools and Worthless Liars Deluxe Documentary en zei dat hij iets wilde doen dat muzikaal interessanter was en iets wilde opnemen dat waar was voor de werkelijke invloeden van de band. Na het spelen op het St Pancras Station Festival, waarvan de band dacht dat het goed ging en zeer plezierig was, begon de band met het opnieuw opnemen van elk nummer op Fools and Worthless Liars, in de hoop hun muzikaliteit te laten zien, dat misschien niet is overgekomen op het album door verschillende instrumenten, geluiden en genres te gebruiken.

#### Old Souls
Deaf Havana begon met het componeren van nieuw materiaal voor hun derde album in oktober 2012. Op 25 januari 2013 kondigde de band aan dat het schrijfproces was voltooid en dat ze een week later de studio in zouden gaan. Tijdens de zeer succesvolle An Evening With Deaf Havana - Unplugged ging het gerucht dat het nieuwe, maar nog niet nader genoemde, album rond september zou verschijnen. Er was op dit moment echter geen precieze datum vastgesteld of bevestigd. Later werd in 2012 onthuld dat het nieuwe album de titel Old Souls zou krijgen en dat het naar verwachting op 16 september 2013 zou verschijnen. Bovendien creëerde de band de lange documentaire English Hearts, die werd uitgebracht als een cd/dvd-combinatie op de luxe versie van Old Souls. De speelfilm documenteerde, naar eigen zeggen, de geschiedenis van de band en werd geregisseerd door Jon Stone, een regisseur die eerder een optreden van de band had gefilmd met The World or Nothing tijdens het Hit the Deck Festival.
De band ontving verschillende spraakmakende hoorspelen in de aanloop naar de publicatie van het album, terwijl de band ook verschillende voorproefjes uitte via sociale media zoals Facebook en Twitter. Het nummer Boston Square ging op 14 mei 2013 in première door Radio One dj Zane Lowe als zijn 'Hottest Record in the World'. Deze publicatie ging vergezeld van een interview met James Veck-Gilodi. De band kondigde toevallig hun eerste samenwerking aan met YouTube-muziekvideo-service Vevo en bracht de bijbehorende video voor Boston Square uit. De band volgde de positieve feedback op door op 18 juli 2013 het nummer Speeding Cars uit te brengen, dat ook positieve feedback kreeg. Op 1 augustus 2013 bracht de band het andere nummer Kings Road Ghosts uit, ondanks het feit dat de band erkende dat ze in de problemen zouden kunnen komen, omdat ze het nummer vroegtijdig hadden uitgebracht. Op 8 augustus 2013 werd de band opnieuw uitgenodigd om Zane Lowe's Radio 1-show te presenteren om hun nieuwe single Mildred (Lost a Friend) in première te brengen als de 'Hottest Record in the World'. Matt Veck-Gilodi verzorgde het interview namens de band en werd geïnterviewd door Radio 1 dj Huw Stephens, die plaatsvervangend was voor Zane Lowe.
Gedurende deze periode bleef de band live optreden en werd hij beloond voor recent succes met ondersteuning van Bruce Springsteen op het jaarlijkse Hard Rock Calling Festival en Muse op het Duitse deel van hun tournee. Ze werden ook uitgenodigd om te spelen op de NME/BBC Radio 1 Stage op de Reading en Leeds Festivals in 2013. Op individueel niveau kondigde de band hun grootste headline-tournee ooit aan, die op acht locaties in het Verenigd Koninkrijk in oktober 2013 zou plaatsvinden en eindigde in The Roundhouse in Londen. Er werd aangekondigd dat de band tijdens hun Britse tournee zal worden ondersteund door singer/songwriter Charlie Simpson en Big Sixes, die hen steunden tijdens hun 'An Evening with Deaf Havana - Unplugged'-tournee. Old Souls werd op 21 januari 2014 in de Verenigde Staten uitgebracht.

### So Recordings (2015–heden)

#### All These Countless Nights
Voorafgaand aan hun Britse tournee in november 2015 bracht Deaf Havana het nummer Cassiopeia uit van hun vierde album, dat oorspronkelijk in 2016 zou uitkomen. In juli 2016 bracht de band de single Sing uit en kondigde aan dat hun album begin 2017 bij So Recordings zou verschijnen. Tijdens hun optreden op Reading en Leeds in 2016 kondigde de band aan, dat het album All These Countless Nights heet en kondigde de publicatiedatum aan als 27 januari 2017. Kort na hun optreden in Reading en Leeds kondigde de band hun eerste Britse tournee in meer dan 2 jaar aan .Op 9 oktober ging de tweede single van het album Trigger in première op BBC Radio 1 als Daniel P Carters Rockest Record. De song ging oorspronkelijk in première in 2014 tijdens de Europese tournee van de band, op welk moment de band van plan was om nieuw materiaal op te nemen, maar werd van het platenlabel BMG verwijderd.

#### Rituals
Na hun Top 5-album All These Countless Nights, werd Rituals geschreven als een uitdaging, die James Veck-Gilodi (zang) & Phil Gornell (producent) aangingen om het schrijfproces van de band te ondermijnen en songs te presenteren die representatief zijn voor de band in het heden. Rituals is het resultaat van het weggooien van het 'Deaf Havana rulebook': ten eerste koos James de songtitels, ten tweede schreef hij de nummers die bij het thema van die titels passen, ten derde was alles op de computer geschreven, daarna kwam de band binnen om alle delen te spelen. Zo werken voelde onwillig voor James, die voorheen alleen nummers schreef op zijn akoestische gitaar, met continue input van de rest van de band. Ze stelden zichzelf een deadline van april om het schrijven af te ronden en als iets ervan goed was, zouden ze het tegen augustus beschikbaar hebben. Nooit meer een half decennium wachten tot mensen eindelijk nieuwe muziek horen.
Een terugkerend thema op het album is strijd en verlossing. De muziek is op haar beurt introspectief en vrolijk, met hulp van het London Contemporary Voice Choir, dat op vijf nummers staat. De band trad op met het koor tijdens hun gezellige show in de Union Chapel in Londen voor het goede doel War Child als onderdeel van de Brit Awards-optredens. Het thema van verlossing hangt samen met de kunst die de band in de albumhoes heeft gewikkeld, een serie van de beeldend kunstenaar Wolf James getiteld My Love Is Lethal (A personal series dedicated to Letting Go).

## Discografie

### Singles
- 2009: Oh Howard, You Crack Me Up
- 2009: Friends Like These
- 2010: Nicotine and Alcohol Saved My Life
- 2011: I'm a Bore, Mostly
- 2012: Leeches
- 2012: Little White Lies (met Portia Conn)
- 2012: Hunstanton Pier
- 2013: Boston Square
- 2013: Mildred (Lost a Friend)
- 2014: 22
- 2016: Sing
- 2017: Trigger
- 2017: Fever
- 2018: Sinner

### Ep's
- 2005:	Sweet Sunset
- 2005: Ok, This Time We Mean It
- 2006:	White Lines, But No Camera
- 2007:	Where It Begins
- 2007: Evangeline
- 2008:	Love by the Riverside
- 2008: It's Called the Easy Life
- 2012:	Leeches

### Albums
- 2009:	Meet Me Halfway, at Least (A Wolf at Your Door Records)
- 2011:	Fools and Worthless Liars (BMG/Chrysalis)
- 2013:	Old Souls (BMG/Chrysalis, Razor & Tie)
- 2017:	All These Countless Nights (So Recordings)
- 2018:	Rituals (So Recordings)
- 2019:	Live at Brixton Academy (So Recordings)

### Muziekvideo's
- 2009: Oh Howard, You Crack Me Up
- 2009: Friends Like These
- 2010: Nicotine and Alcohol Saved My Life
- 2011: I'm a Bore, Mostly
- 2012: Leeches
- 2012: Little White Lies
- 2012: Hunstanton Pier
- 2013: Boston Square
- 2013: Mildred (Lost a Friend)
- 2014: 22
- 2016: Sing
- 2017: Trigger
- 2017: Fever